# Gentiana picta
Gentiana picta är en gentianaväxtart som beskrevs av Adrien René Franchet och William Botting Hemsley. Gentiana picta ingår i släktet gentianor, och familjen gentianaväxter. Inga underarter finns listade i Catalogue of Life.